# Pagano della Torre (vicario imperiale)

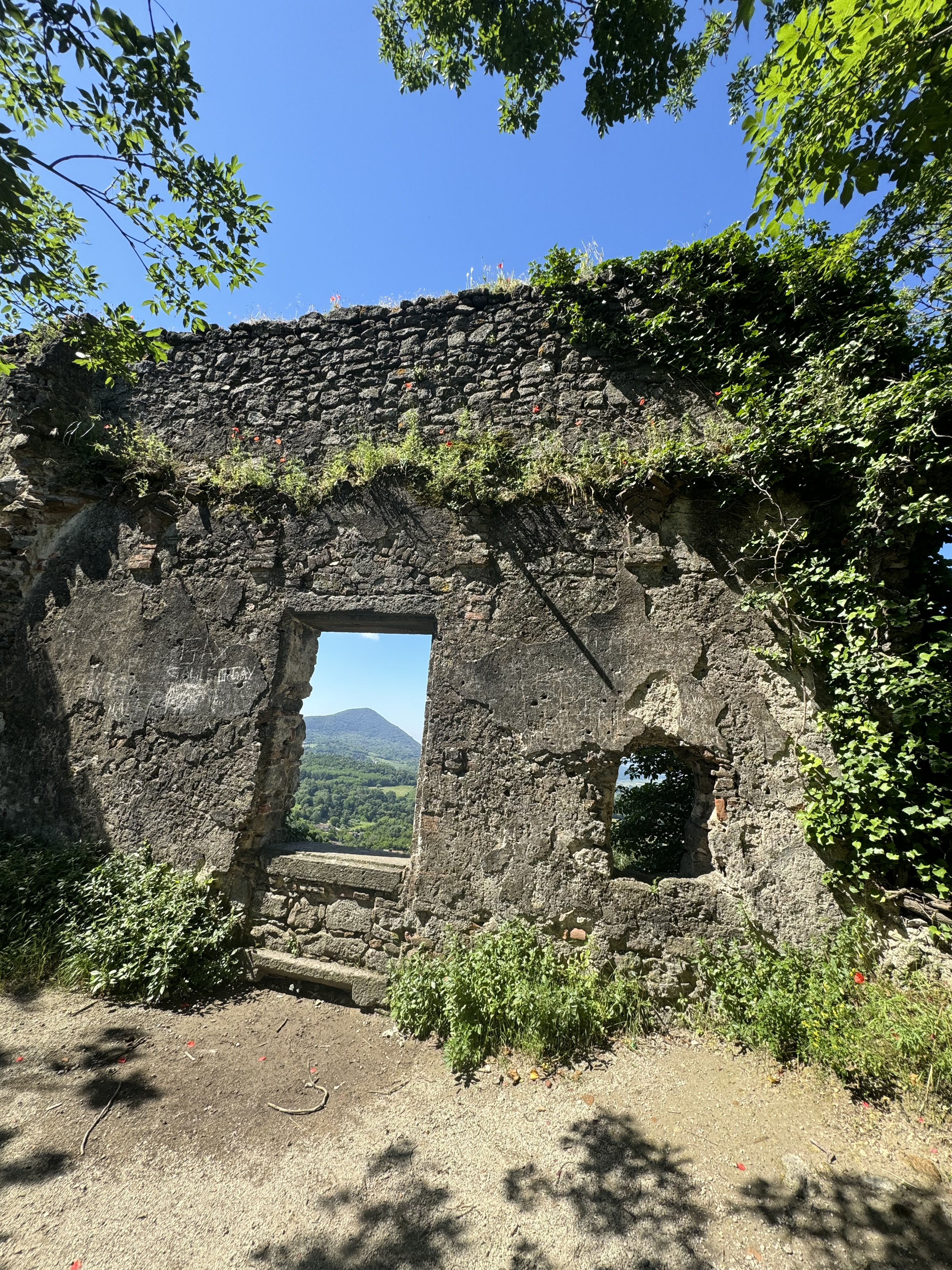
Resti del castello di Rocca Pendice

Pagano della Torre (XII secolo) è stato un nobile e politico italiano.

## Biografia
Era vicario imperiale in Padova (1160-1163) dell'imperatore Federico Barbarossa, quando si invaghì di Speronella Dalesmanni, nobile e ricca feudataria del vescovo di Padova, moglie di Jacopino da Carrara dal 1163. Rapì la giovane, portandola nella Rocca Pendice di Teolo.
Il fratello di Speronella, Dalesmanino, giurò vendetta e organizzò l'assedio con i nobili di Padova, che portò, il 23 giugno 1164, alla sconfitta del rappresentante dell'imperatore, dichiarando così la nascita del libero comune di Padova. Il conte Pagano venne espulso da Padova e si rifugio nella rocca di Pendice. Da qui ebbe inizio la guerra d'Italia contro gli imperatori, che si concluse nel 1183 con la Pace di Costanza. Il conte Pagano si ritirò da Padova e Jacopino, nonostante l'oltraggio ricevuto, rimase fedele all'imperatore.